# Natatolana zebra
Natatolana zebra là một loài chân đều trong họ Cirolanidae. Loài này được Keable miêu tả khoa học năm 2006.